# Ruchomperk
Ruchomperk je zaniklý hrad severozápadně od vesnice Černíkov v okrese Klatovy. Jeho zbytky se nachází na vrcholu Velkého Kouřimu v nadmořské výšce asi 640 m. Patří pravděpodobně mezi nejstarší české hrady, které byly stavěny z velké části ze dřeva, a náleží tak mezi hrady přechodného typu. Dochovaly se z něj terénní pozůstatky opevnění. Od roku 1964 je chráněn jako kulturní památka.

## Historie
Předchůdcem hradu bylo pravěké sídliště nebo hradiště z pozdní doby halštatské.
K zaniklému hradu se nevztahují žádné písemné prameny. Archeologicky je jeho vznik datován na přelom dvanáctého a třináctého století. Předpokládaným zakladatelem je panovník, ale mohl jím být také Černín z rodu Drslaviců, komoří krále Přemysla Otakara I. Hypotézu s panovníkem jako zakladatelem podporuje skutečnost, že na konci dvanáctého století šlechta hrady ještě nestavěla a hrad se nacházel daleko od případného zázemí. Jednalo se tedy nejspíše o mocenský opěrný bod, který zanikl již v první polovině třináctého století.

## Stavební podoba
Hrad měl přibližně oválný půdorys. S výjimkou východní strany byl obehnaný valem a příkopem, které obklopovaly dvě příčným příkopem oddělené části. Jižní část je menší a nenese stopy zástavby. Podél východní strany větší části se táhne sníženina a u západního okraje se dochoval pozůstatek topeniště zaniklé budovy.

## Přístup
Zbytky hradu jsou volně přístupné odbočkou z červeně značené turistické trasy z Domažlic do Klatov.